# Fluka
Fluka (modern stavning Fluvkát) är en sjö i Arjeplogs kommun i Lappland och ingår i Skellefteälvens huvudavrinningsområde. Sjöns area är 12,4 kvadratkilometer och den är belägen 420 meter över havet.

## Reglering
Fluka hänger samman med Aisjaure, Hammarträsket, Tjärraur, Korsträsket, Båtsträsk, Uddjaure och Storavan i ett vattenkraftsmagasin vars yta regleras mellan 418 och 420 m ö.h. På grund av regleringen kan det idag vara svårt att urskilja sjöarnas ursprungliga utsträckning.